# Scythris vartianae
Scythris vartianae is een vlinder uit de familie dikkopmotten (Scythrididae). De wetenschappelijke naam is voor het eerst geldig gepubliceerd in 1962 door Kasy.
De soort komt voor in Europa.